# Macacona
Macacona è un distretto della Costa Rica facente parte del cantone di Esparza, nella provincia di Puntarenas.